# بودای بزرگ لشان
بودای بزرگ لشان (چینی ساده: 乐山大佛; چینی سنتی: 樂山大佛; پین‌یین: Lèshān Dàfó) در بخش جنوبی استان سیچوان در چین، در نزدیکی شهر لشان قرار دارد و در دوران سلسله تانگ ساخته شده‌است، این بنا در کوهستان امی و در کنار یک رودخانه بنا شده و به عنوان بزرگترین پیکره سنگی بودا در جهان شناخته می‌شود.این مکان نخستین پرستشگاه بودایی است که در چین بنا شده و یکی از مهم‌ترین مکان‌های مقدس بودائیسم است.ارتفاع این پیکرهٔ سنگی ۷۱ متر است. پهنای شانه‌هایش ۲۸ متر، سرش ۱۴٫۷ متر طول و ۱۰ متر عرض دارد و در مجموع ۱۰۲۱ تکه مو به آن وصل شده‌است. در روی پاهایش که هر کدام ۸٫۵ متر است به راحتی ۱۰۰ نفر جای می‌گیرند. بودای بزرگ لشان در سال ۱۹۹۶ در میراث جهانی یونسکو ثبت شد.

## نگارخانه

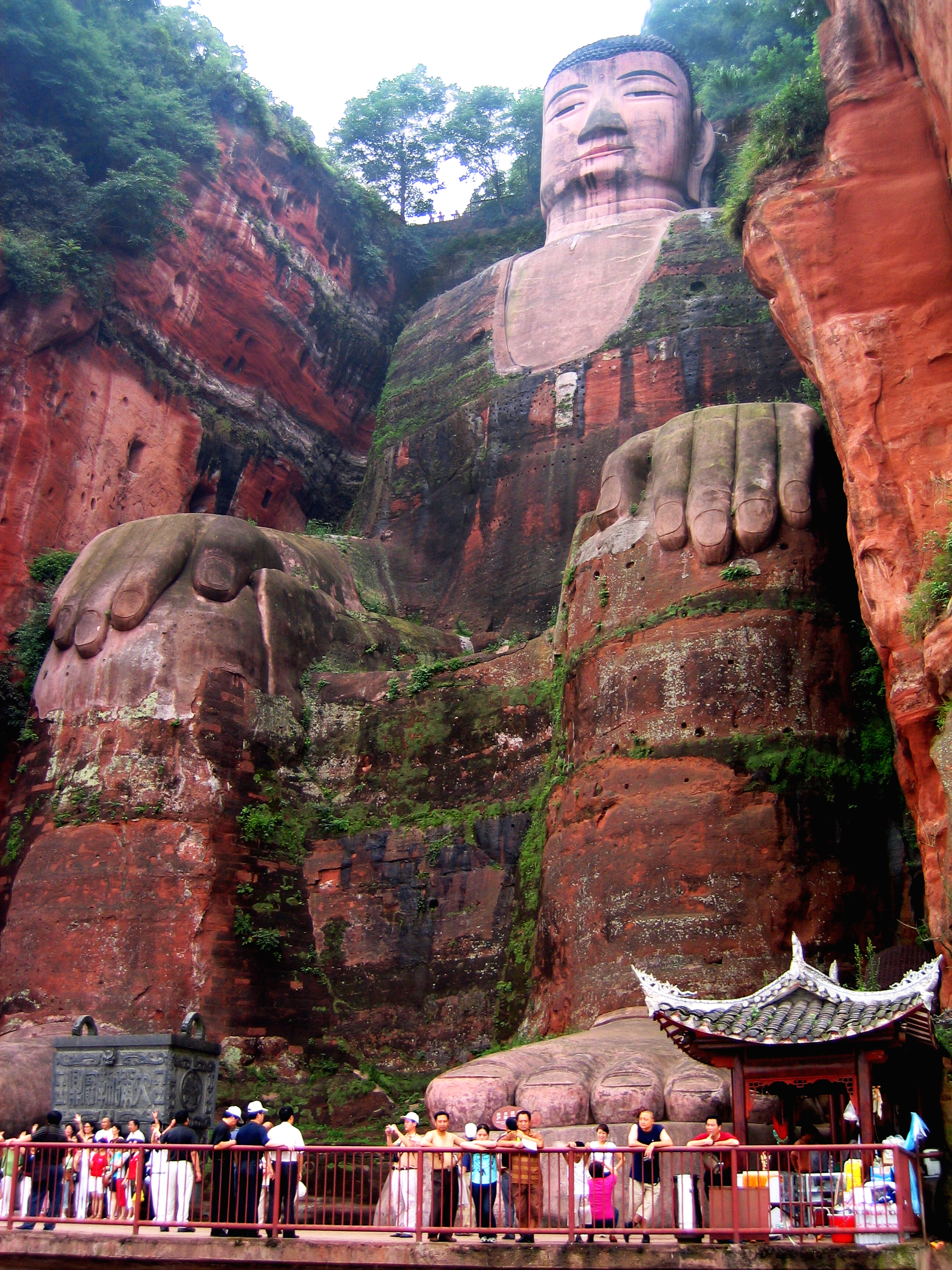
The Buddha seen from the water
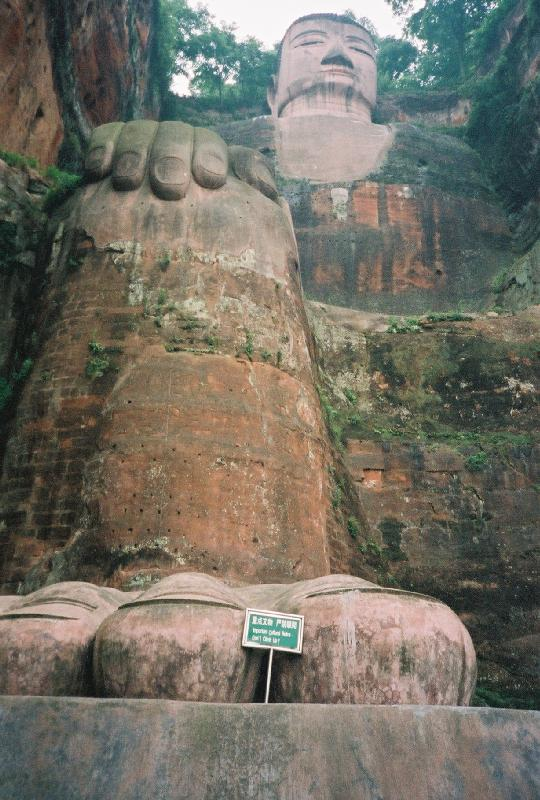
Leshan Buddha seen from ground level
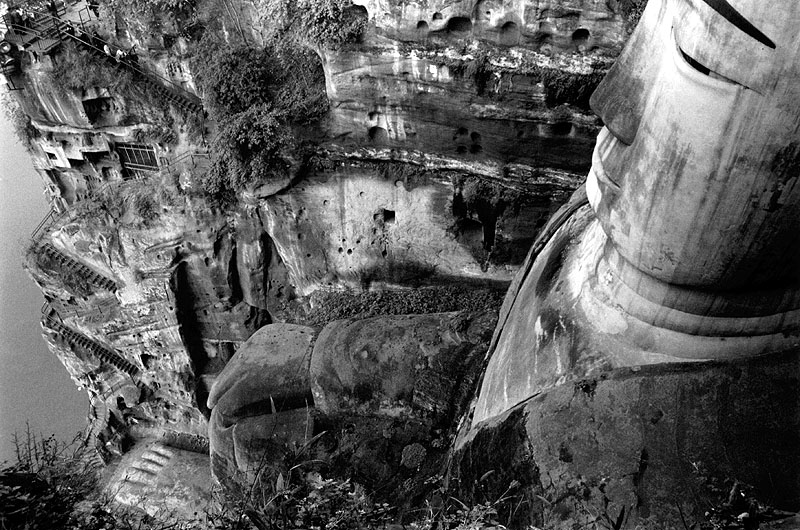
The Giant Buddha seen from above
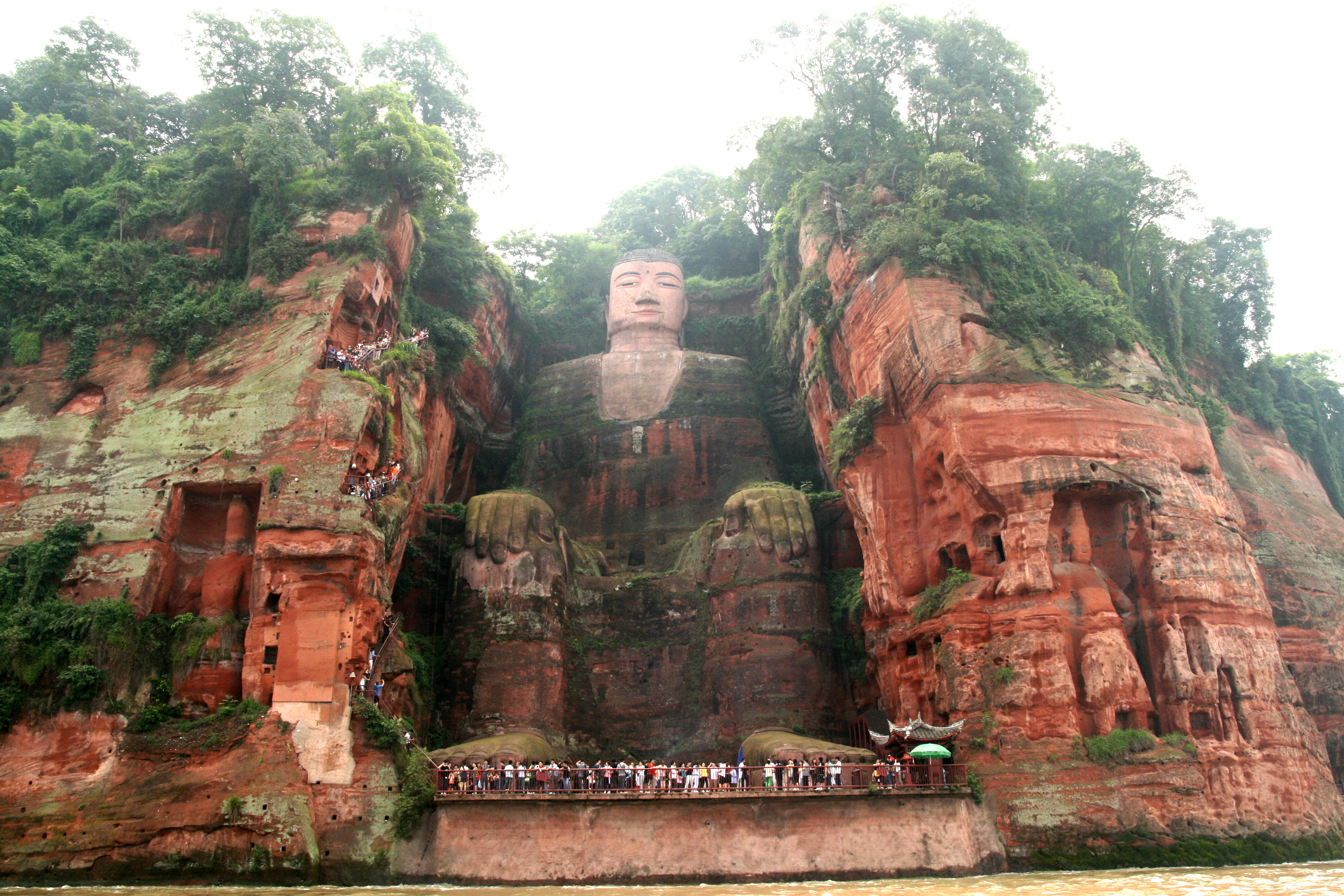